# Joshua Huppertz
Joshua Huppertz (Aquisgrà, Rin del Nord-Westfàlia, 10 de novembre de 1994) és un ciclista alemany, professional des del 2015 i actualment a l'equip Team Lotto-Kern Haus.

## Palmarès
- 2018
  - 1r a l'Arno Wallaard Memorial
- 2021
  - Vencedor d'una etapa al Sazka Tour